# Vereeniging Joan Blaeu

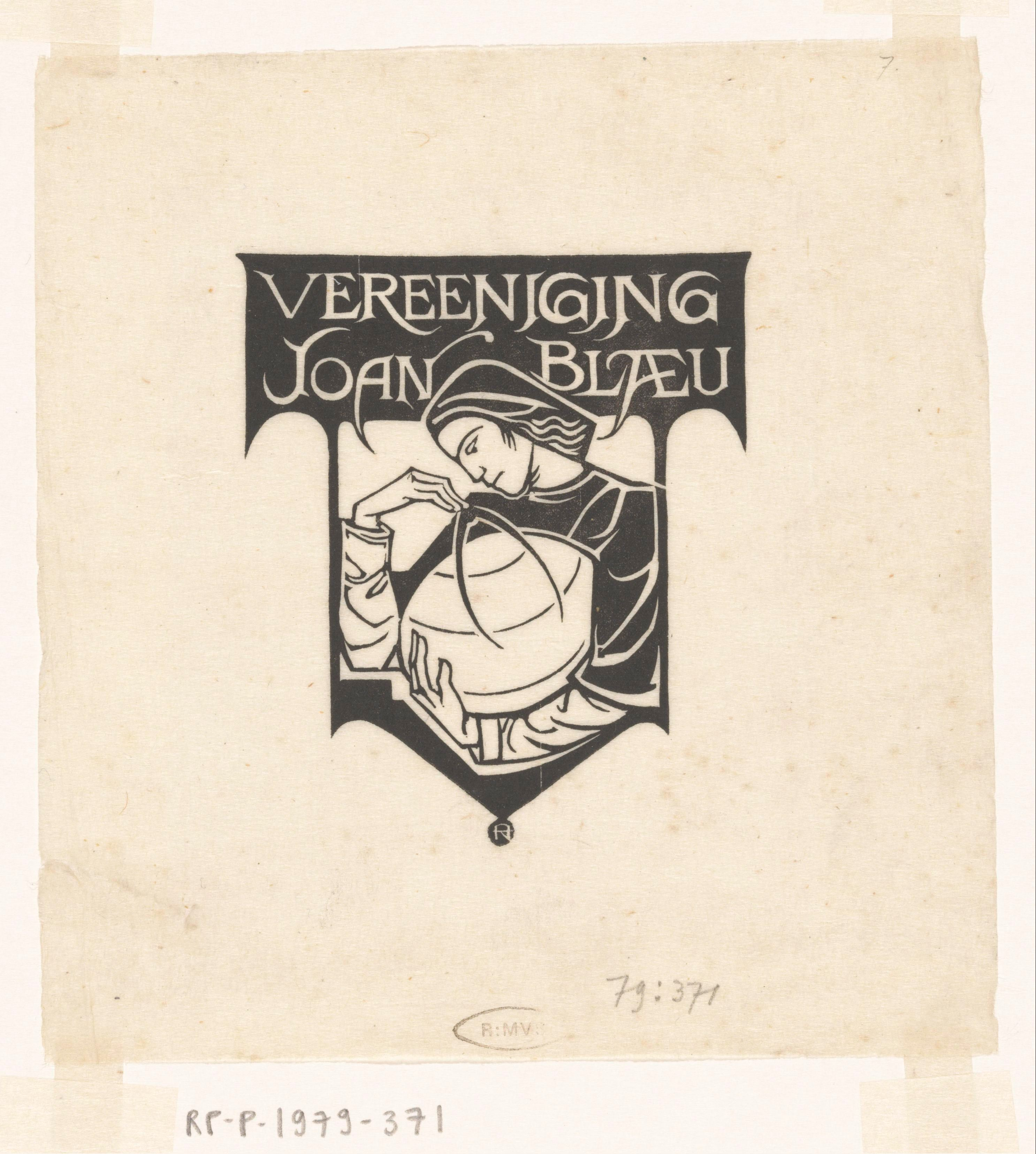
Ex libris van de Vereeniging Joan Blaeu uit 1918, door Richard Roland Holst

De Vereeniging Joan Blaeu was een niet-commerciële uitgeverij van bibliofiele boeken die bestond van 1916 tot 1938.

## Geschiedenis
De vereniging werd opgericht op 26 mei 1916 en was vernoemd naar de Amsterdamse 17e-eeuwse drukker Joan Blaeu. Stichters waren drukkers en uitgevers, en in het stichtend comité zaten onder andere S.H. de Roos en Jean François van Royen. Oogmerk was om op niet-commerciële wijze mooie boeken te vervaardigen; de oplage bedroeg niet meer dan 250 exemplaren, in beginsel bestemd voor de leden van de vereniging (waarvan er op het hoogtepunt 200 waren). Het eerste boek dat verscheen was Nieuwjaarsdag van Jacobus van Looy uit 1919; het was geschreven in 1903 maar voor deze uitgave in 1916 geheel herzien. Daarna volgden nog drie andere uitgaven, de laatste in 1929.
In 1920 werd een tentoonstelling georganiseerd over boekdrukkunst, zowel de oude als de moderne die in zowel het Gemeentemuseum Den Haag als in het Stedelijk Museum (Amsterdam) werd gehouden; S.H. de Roos ontwierp daarvoor de affiche en er verscheen een catalogus bij.
Na 1929 ontplooide de vereniging weinig activiteiten meer waarna de leden, waar er in 1931 nog maar 49 van waren, besloten haar op 11 maart 1938 op te heffen. Wat aan roerende goederen nog bestond werd overgedragen aan de op 12 maart 1938 opgerichte Nederlandsche Vereeniging voor Druk- en Boekkunst.

## Uitgaven
1. Jac. van Looy, Nieuwjaarsdag. 1919.
2. G.A. Bredero, G.A. Bredero's liefde en lied bevattende zoo liederen als klinkdichten. 2 delen. 1918 [=1919].
3. P.C. Boutens, Beatrijs. Met houtsneden van Joan Collette. 1921.
4. Rapiarys. Een boec van goeden poencten. Initialen, titels en houtsneden van L. Oswald Wenckebach. 1929.